# الیاس یوزف بیکرمن
الیاس یوزف بیکرمن (به انگلیسی: Elias Joseph Bickerman) (متولد کیشینف، ۱۹۸۷؛ مرگ: اورشلیم، ۱۹۸۱) استاد بازنشسته تاریخ باستان دانشگاه کلمبیا است
بیکرمن یکی از اعضای آکادمی آمریکایی یهودشناسی، آکادمی بریتانیایی و «آکادمی آمریکایی علوم و هنرها» بود.
بیکرمن پژوهشگر چیره‌دست در تاریخ رومی-یونانی و جهان هلنیسیم بود. علاوه بر اینها، او به موضوعات یهودیت و برخی جنبه‌های تاریخ ایران و حتی ادبیات روسیه در قرن‌های ۱۸ تا ۲۰ میلادی علاقه‌مند بود. او در کیشینف به دنیا آمد و زیر نظر میخائیل روستوفتسف در دانشگاه پتروگراد بین سال‌های ۱۹۱۵ تا ۱۹۲۱ تحصیل کرد. سپس به آلمان مهاجرت کرد تا در دانشگاه برلین تحصیل کند و سپس به عنوان پریاتدوزنت بین سال‌های ۱۹۲۹ تا ۱۹۳۳ مشغول به کار شد. در ۱۹۳۳ او به فرانسه گریخت و در مدرسه عملی پژوهش‌های عالی و مرکز ملی پژوهش‌های علمی فرانسه تا سال ۱۹۴۲ مشغول به کار شد که سپس به نیویورک رفت. در ۱۹۵۲ او استاد تاریخ باستان دانشگاه کلمبیا شد. او در ۱۹۶۷ بازنشسته گشت ولی تحقیقات را تا زمان مرگش (که در تل‌آویو رخ داد) ادامه داد.

## حوزه کاری
اکثر آثار بیکرمن شامل گاهشماری جهان باستان بود که به زبان آلمانی نوشته می‌شد و به زبان‌های ایتالیایی، روسی و انگلیسی ترجمه می‌گشت. او فصل «دوران سلوکیان» در تاریخ ایران کمبریج را نگاشته بود. همچنین یک سری از مقالات تجدیدنظر شده در زمینه عقاید یهودی-مسیحی را در سه جلد تحت عنوان مطالعات تاریخ یهود و میسیحیت نگاشت.
در ۱۹۷۸ به همراه حیم تدمر، مقاله‌ای تحت عنوان «داریوش یکم، بردیای دروغین و مغ» نگاشت که به وضعیت مغ مادی در پارس زمان هخامنشیان پرداخت. نویسنده نتیجه گرفت که در ماد، مغ‌ها می‌توانند هم روحانی و هم رمال باشند، در حالی که در پارس، آنها فقط جادوگر هستند.

## آثار
- «Das Edikt des Kaisers Caracalla". In: P. Giss, 40, Berlin: A. Collignon, 1926
- Speusipps Brief an Konig Philipp, Leipzig: Hirzel, 1928
- Alexandre le Grand et les villes d' Asie, Paris: Leroux, 1934
- Die Makkabäer: eine Darstellung ihrer Geschichte von den Anfängen bis zum Untergang des Hasmonäerhauses, Berlin: Schocken Verlag, 1935
- Les preliminaires de la seconde guerre de Macedonie, Paris: Klincksieck, 1935
- Der Gott der Makkabäer. Untersuchungen Über Sinn und Ursprung der Makkabäischen Erhebung, Berlin: Schocken, 1937
- Apochryphal correspondance of Pyrrhus, New York, 1947
- Pouchkine, Marx et l'Internationale esclavagiste, 1950
- Notes on the Greek book of Esther, New York: Jacobs, 1951
- Origines gentium, 1952
- The Septuagint as a translation, New York, 1959
- The historical foundations of postbiblical Judaism, New York: Harper & Brothers, 1960
- Bellum Antiochicum, 1962
- Benediction et priere, Paris: Gabalda et C. , 1962
- From Ezra to the last of the Maccabees: foundations of post-biblical judaism, New York: Schocken Books, 1962
- The civic prayer of Jerusalem, Cambridge (Mass.): Harvard University, 1962
- Chronologie, Leipzig: Teubner, 1963
- The Seleucids and the Achaemenids, 1966
- Sur la theologie de l'art figuratif a propos de l'ouvrage de E. R. Goodenough, Paris: Libraire orientaliste Paul Geuthner, 1967
- Faux litteraires dans l'antiquite classique: en marge d'un livre recent, Torino: Loescher, 1973
- The Jewish historian Demetrios, Leiden: Brill, 1975
- Love story in the homeric Hymn to Aphrodite, Pavia: Amministrazione di Athenaeum, 1976
- Darius I, pseudo-Smerdis, and the Magi - H. Tadmor, Como: New Press, 1978
- The generation of Ezra and Nehemiah, New York, 1978
- Quattro libri stravaganti della Bibbia: Giona, Daniele, Kohelet, Ester; traduzione italiana a cura di Fausto Parente, Bologna: Patron, 1979
- Religions and politics in the hellenistic and roman periods; a cura di Emilio Gabba e Morton Smith, Como: New press, 1985
- The Jews in the Greek age, Cambridge, Mass. ; London: Harvard University press, 1988
- Gli Ebrei in età greca, Bologna: Il mulino, 1991
- Some reflections on early roman history,
- Studies in Jewish and Christian history, Leiden ; Boston: Brill
- Trajan, Hadrian and the Christians